# Université libre de Kigali
L'université libre de Kigali (ULK ; en anglais : Kigali Independent University) est une institution d'enseignement universitaire et de recherche située à Kigali, la capitale rwandaise.
La devise de l'ULK est « Science et Conscience ».
Les valeurs de l'ULK sont « Humilité, Intégrité, Détermination et l'Excellence ».

## Historique
L'université libre de Kigali a été créée le 15 mars 1996 par l'Association rwandaise pour la promotion de l'éducation et de la culture (ARPEC).
Depuis la création de l'ULK, 19 354 sont diplômés.[réf. nécessaire]

## Composition
L'université libre de Kigali(ULK) est constituée de quatre facultés :
- Faculté d'économie et de commerce
- Faculté des sciences sociales
- Faculté de droit
- Facultés des sciences et technologies

Une autre unité qui se trouve  dans l’ université libre de Kigali est l'institut polytechnique de l'ULK(Appelé en anglais ULK Polytechnic institute-UPI) qui a été fonde en octobre 2014 pour la promotion des compétences technique dans les domaines suivante génie civil, terre arpentage, électronique et télécommunication, et génie électrique.
ULK a une autre branche à Gisenyi, une ville qui se trouve dans l’ouest du pays, à côté de la frontière d’un pays voisin la république démocratique du Congo